# Slobodan Kojović
Slobodan Kojović (* 1. Januar 1952) ist ein ehemaliger jugoslawischer Fußballspieler.

## Karriere

### Vereine
Kojović gehörte von 1970 bis 1980 dem FK Željezničar Sarajevo an, mit dem er in der Folgesaison die Jugoslawische Meisterschaft gewann und am Saisonende 1976/77 als Letztplatzierter in die 2. Jugoslawische Liga ansteigen musste. Nach nur einer Saison in dieser Spielklasse kehrte er mit seiner Mannschaft in die 1. Jugoslawische Liga zurück. Für den Verein wurde er in jeweils in zwei Spielen im Wettbewerb um den UEFA-Pokal 1971/72 und im Wettbewerb der Landesmeister 1972/73 eingesetzt. Im Hin- und Rückspiel der Zweitrundenbegegnung mit dem FC Bologna entschied nach jeweils zwei Unentschieden die seinerzeit angewandte Auswärtstorregel zugunsten seines Vereins, der damit in die 3. Runde einzog. Im Europapokal der Landesmeister 1972/73 war für ihn und seine Mannschaft nach den beiden Erstrundenspielen gegen Derby County der Wettbewerb beendet.
Nach Erreichen der Altersgrenze von 28 Jahren erhielt er die Freigabe für einen ausländischen Verein spielen zu dürfen. Von 1980 bis 1982 spielte er für den belgischen Erstligisten RFC Lüttich. Für diesen bestritt im UI-Cup-Wettbewerb 1981 zwei Spiele der Gruppe 1. Das am 25. Juli im heimischen Stade de la rue Gilles Magnée mit 4:1 gegen Hapoel Tel Aviv gewonnene und das am 1. August auf dem Wiener Sport-Club Platz mit 2:4 gegen den Wiener Sport-Club verlorene Spiel.

### Nationalmannschaft
Kojović spielte im Jahr 1978 unter Trainer Otto Barić für die Amateurnationalmannschaft Jugoslawiens im Wettbewerb um den UEFA-Amateur-Cup. Am 15. Mai erreichte seine Mannschaft – nachdem sie sich zuvor im Halbfinale mit 3:1 im Elfmeterschießen gegen die Amateurnationalmannschaft Deutschlands durchgesetzt hatte – das Finale. In Athen wurde die Amateurnationalmannschaft Griechenlands mit 2:1 n. V. bezwungen.

## Erfolge
Nationalmannschaft
- UEFA Amateur Cup-Sieger 1978

FK Željezničar Sarajevo
- Jugoslawischer Meister 1972
- Jugoslawischer Pokalfinalist 1981